# 가요속으로 (부산)
장문상의 가요속으로(이하 장가속)는 대한민국의 방송국 기독교부산방송의 라디오 채널 부산CBS 음악FM에서 매일 오후 4시부터 저녁 6시까지 방송됐던 가요전문 라디오 프로그램이다.

## 개요
2017년 10월 30일에 첫방송을 시작해 2019년 12월 1일 방송을 마지막으로 2년만에 폐지되었다.

## DJ
- 장문상 아나운서

## 같이 보기
- 부산CBS 음악FM
- 기독교부산방송
- 박승화의 가요속으로

| 부산CBS 음악FM      |                     |                     |
| 이전                | 장문상의 가요속으로 | 다음                |
| 한동준의 FM POPS    | 장문상의 가요속으로 | 배미향의 저녁스케치 |
| 오후 2시 ~ 오후 4시 | 오후 4시 ~ 저녁 6시 | 저녁 6시 ~ 밤 8시   |
|                     |                     |                     |